# Isoglossa sylvatica
Isoglossa sylvatica är en akantusväxtart som beskrevs av C. B. Cl.. Isoglossa sylvatica ingår i släktet Isoglossa och familjen akantusväxter. Inga underarter finns listade i Catalogue of Life.